# Bed and Breakfast
Bed and Breakfast é um filme de comédia britânico de 1930, dirigido por Walter Forde, estrelado por Jane Baxter, Richard Cooper e Sari Maritza. Foi baseado em uma peça de Frederick Whitney.

## Elenco
- Jane Baxter - Audrey Corteline
- Richard Cooper - Toby Entwhistle
- Sari Maritza - Anne Entwhistle
- Alf Goddard - Alf Dunning
- David Hawthorne - Bernard Corteline
- Cyril McLaglen - Bill
- Ruth Maitland - Mimosa Dunning
- Muriel Aked - Sra. Boase
- Frederick Volpe - Canon Boase
- Mike Johnson - Henry
- Matthew Boulton - Sargento de polícia